# 汪德熙
汪德熙（1913年9月27日—2006年8月8日），男，江苏灌云人，中国高分子化学与核化学家，中国科学院院士。第三届全国人大代表，全国五一劳动奖章获得者。

## 生平
汪德熙早年就读于国立北平师范大学附属中学校，后考入清华大学化学系并于1935年毕业。此后继续在清华大学就读研究生，但于抗日战争爆发后中断了研究工作。1938年曾在中国大学化学系任讲师。同年底前往国立西南联合大学化工系为他的导师张大煜任助教。1941年赴美国留学，就读于麻省理工学院并获化工博士学位。1947年回国后任教于南开大学化工系。
中华人民共和国成立后，他于1952年院系调整期间被调往天津大学化工系任系主任。1956年加入中国共产党。1960年起任第二机械工业部原子能研究所副所长，开始从事核化学与核化工研究。1980年当选为中国科学院学部委员（院士）。1983年起出任中国原子能科学研究院科技委员会主任委员、核工业部科技委员会常务委员。1990年当选为中国核学会理事长。1999年获何梁何利基金科学与进步奖。2006年在北京逝世。

## 家庭
兄汪德耀、汪德昭皆为科学家。汪德耀为细胞生物学家，曾任厦门大学校长；汪德昭为声学家、中国科学院院士。